# Vrees
Vrees (dolnosaks. Wreeis) – miejscowość i gmina w Niemczech, w kraju związkowym Dolna Saksonia, w powiecie Emsland, wchodzi w skład gminy zbiorowej Werlte.